# Santo Stefano di Sessano

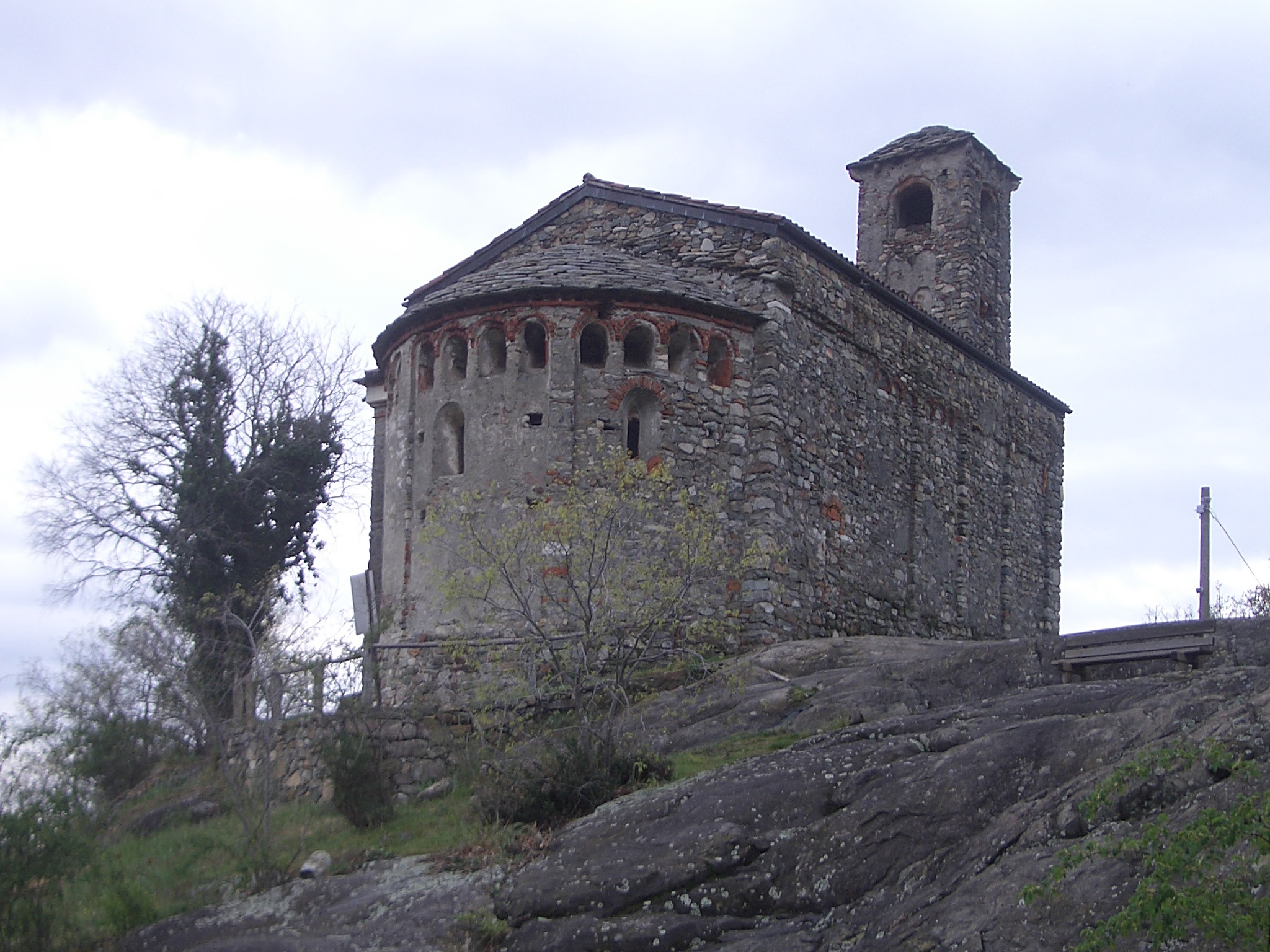
Santo Stefano di Sessano

Santo Stefano di Sessano ist eine Kirche und einziger Rest des ehemaligen Ortes Sessano in der Nähe von Chiaverano im Piemont in Italien. Sessano wurde wahrscheinlich durch einen Erdrutsch beschädigt.
Das romanische Gebäude stammt aus dem 11. Jahrhundert. Der Glockenturm dient als Eingang; das ist eine Eigenart, welche auch andere romanische Kirchen in dem Gebiet aufweisen.
Die heutige Kirche ist einschiffig. An der Apsis wurde, während des Barocks, die Sakristei angebaut. Das Äußere der Apsis ist mit vier Lisenen dekoriert. Das Innere des Apsis zeigt aus dem 11. Jh. stammende Fresken: In der Mitte gibt es Jesus mit den Symbolen der Evangelisten und unten sind vierzehn Figuren von Aposteln und Heiligen.

## Bibliographie
- Franco Grosso: Il Cammino di San Carlo. 2011